# Catherine Denguiadé
Catherine Martine Denguiadé (geb. 7. August 1949 in Fort-Archambault/Französisch-Äquatorialafrika) war die sechste Ehefrau von Jean-Bedel Bokassa, dem diktatorisch regierenden Präsidenten der Zentralafrikanischen Republik, der sich unter dem Namen Bokassa I. zum Kaiser von Zentralafrika ernannte. Als favorisierte Ehefrau war sie von 1966 bis 1976 „First Lady“ der zentralafrikanischen Republik und anschließend bis zum Sturz Bokassas 1979 Kaiserin von Zentralafrika.

## Biographie
Catherine Denguiadé kam 1949 in Fort-Archambault, das heute wieder Sarh heißt und im Süden des Tschad liegt, zur Welt. Ihr Vaters entstammte einer wohlhabenden zentralafrikanischen Familie, ihre Mutter war Tschaderin. Catherine war das dritte von fünfzehn Kindern. Sie ging in N’Djamena zur Grundschule und konnte anschließend dank eines Stipendiums das Lycée Pie-XII in Bangui besuchen. 1963 lernte die 14-Jährige zufällig den 42 Jahre alten Oberst Jean-Bedel Bokassa kennen, der in der französischen Fremdenlegion Karriere gemacht hatte und nun Chef des Generalstabs der Armee war.

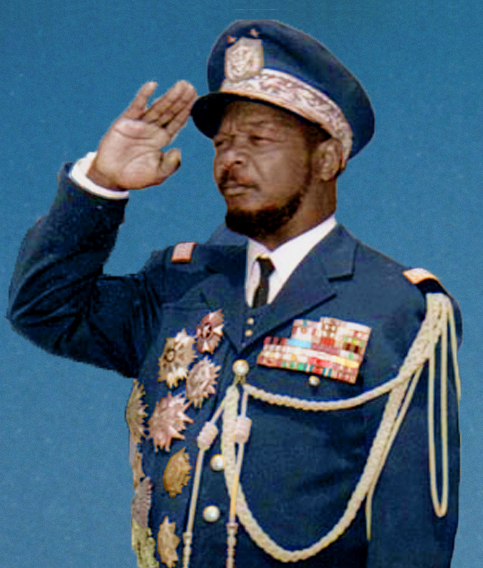
Jean-Bedel Bokassa (1970)

Bokassa heiratete sie am 20. Juni 1964. Catherine konvertierte kurz zuvor zum Katholizismus und wurde Bokassas sechste Ehefrau, der aktiv Polygamie praktizierte. Er zog sie bald seinen anderen Ehefrauen vor. Aus ihrer Ehe gingen sieben Kinder hervor, darunter der spätere Kronprinz Jean-Bedel Jr. (geb. 1973). Nach dem Sturz seines Cousins David Dacko wurde Bokassa 1966 Präsident der Zentralafrikanischen Republik. Catherine trat aktiv im öffentlichen Leben des Landes auf. Das Paar begann auch eine viel kritisierte Schutzfreundschaft mit dem französischen Staatschef Valéry Giscard d’Estaing.
Am 4. Dezember 1976 führte Bokassa die Monarchie ein und ernannte sich unter dem Namen Bokassa I. selbst zum Kaiser von Zentralafrika. Als Begründung gab er an, dass dadurch das Ansehen Zentralafrikas in der Welt erhöht werden solle. Als Favoritin unter seinen Ehefrauen erhielt Catherine den Titel Kaiserin wie zur gleichen Zeit nur Farah von Iran und Nagako von Japan. Sie zogen in den Berengo-Palast in der Nähe von Bangui, der Geburtsstadt von Bokassa, wo sie einen prunkvollen Hofstaat einrichtete.
Die Krönung des Kaiserpaares fand am 4. Dezember 1977 in der Kathedrale Notre-Dame de Bangui statt. Bokassa I. setzte der Kaiserin eine Krone auf den Kopf, die mit 5000 Diamanten besetzt war, dem Reichtum Zentralafrikas. Catherine trug ein goldbesticktes Kleid, einen Mantel aus Hermelin und ein in Frankreich hergestelltes Diadem, das dem Krönungsschmuck von Josephine de Beauharnais ähnelte. Der Kaiser saß auf einem riesigen goldenen Thron in Form eines Adlers, dem Symbol der Dynastie, die Kaiserin auf einem kleinen Thron zu seiner Rechten, der Kronprinz im Alter von 4 Jahren zu seiner Linken.
Die Kaiserin begleitete ihren Mann auf allen offiziellen Reisen. Als Bokassa I. sich 1979 in Libyen aufhielt, organisierte der ehemalige Präsident David Dacko mit französischer Hilfe einen Staatsstreich, der zum Sturz des kaiserlichen Regimes führte. Der Kaiser und seine Familie gingen bis 1985 ins Exil an die Elfenbeinküste und zogen anschließend in das Château d’Hardricourt etwa 40 Kilometer westlich von Paris.
Die Beziehung zwischen dem Ehepaar verschlechterte sich zunehmend und Catherine verbrachte die folgenden Jahre in Lausanne. 1986 kehrte Bokassa in sein Heimatland zurück, wo er zunächst in Haft kam, später aber freigelassen und begnadigt wurde. Er starb am 3. November 1996 an einem Herzinfarkt. Die ehemalige Kaiserin nahm an der Beerdigung in der Nähe des verwahrlosten Palastes von Berengo teil.
Catherine Denguiadé, die weiter den Titel Prinzessin führte, von vielen aber immer noch als Kaiserin angesprochen wurde, entschied sich, selbst auch zurück in die Zentralafrikanische Republik zu ziehen. Sie erwarb einen großen Bauernhof und eine Maniok-Plantage und widmete sich später der Blumenzucht. Mit Unterstützung des gabunischen Präsidenten Ali Bongo gründete sie eine „Catherine-Bokassa-Stiftung“.

## Ehrungen
- 1977 Ordre de l'opération Bokassa[8]
- 1978 Chosŏn Roryŏk Hunjang [Orden der Arbeit Koreas] von Nordkorea[9]
- 2010 Zentralafrikanische Ehrenmedaille von Präsident François Bozizé[5]